# Stonne
 Stonne  es una población y comuna francesa, en la región de Champaña-Ardenas, departamento de Ardenas, en el distrito de Sedán y cantón de Raucourt-et-Flaba.

## Demografía
| 76 | 57 | 41 | 39 | 40 | 33 |
| Para los censos de 1962 a 1999 la población legal corresponde a la población sin duplicidades (Fuente: INSEE [Consultar]) |    |    |    |    |    |